# Чарльтон, Эдди
Э́дуард Фрэ́нсис (Э́дди) Ча́рльтон, AM (англ. Edward Fransis (Eddie) Charlton) (31 октября 1929 — 7 ноября 2004) — австралийский профессиональный игрок в снукер и английский бильярд. Родился в городе Мириуэзэр, умер в Северном Пальмерстоне. Один из лучших бильярдистов Австралии и Новой Зеландии, трёхкратный финалист чемпионатов мира по снукеру и английскому бильярду. Основал Австралийскую ассоциацию профессиональных игроков в снукер.

## Биография
Эдди Чарльтон родился в спортивной семье. Его брат Джим также был профессиональным снукеристом, хотя никогда не участвовал в крупных международных соревнованиях. Сам Эдди помимо бильярда занимался боксом, сёрфингом, крикетом и даже футболом. Одним из самых запоминающихся моментов в жизни Чарльтона было то, что он нёс Олимпийский факел на пути к играм 1956 года в Мельбурне. В 2004 году он принял участие в мировой серии снукера в Новой Зеландии. Во время её проведения Чарльтон тяжело заболел. Австралийца срочно госпитализировали, однако, вскоре после перенесённой операции он скончался.

## Карьера
Будучи шахтёром, Эдди стал профессиональным бильярдистом в 1963 году в возрасте 34 лет. В следующем же году он победил на чемпионате Австралии, который Чарльтон выигрывал практически без перерыва на протяжении двадцати последующих лет. Свой первый финал на чемпионате мира он сыграл в 1968-м, но уступил Джону Пульману, 34:39. Он не выступал на двух последующих чемпионатах, но, когда в ноябре 1970 года турнир переместился в Мельбурн, он, ко всеобщему удивлению, уже в полуфинале проиграл Уоррену Симпсону.
В 1972-м австралиец стал чемпионом на Pot Black Cup, сделав брейк в 110 очков, и снова вышел в 1/2 финала на мировом первенстве. Но там он уступил Джону Спенсеру со счётом 32:37. В следующем году Эдди успешно защитил свой титул на Pot Black. А на чемпионате мира он вновь добрался до решающего матча, и уступил Рэю Риардону со счётом 32:38. Затем Чарльтон дважды появлялся в финалах чемпионата мира по бильярду, но в обоих случаях занимал второе место после Рекса Уильямса.
В 1975-м Эдди Чарльтон стал полуфиналистом на новом турнире — Мастерс. Тогда же он в последний раз дошёл до финала чемпионата мира. Австралиец был как никогда близок к завоеванию главного трофея, но всё же уступил Риардону в последнем фрейме — 30:31.
В сезоне 1976/77 австралиец победил на «домашнем» турнире World Matchplay, а на Pot Black Cup Эдди снова стал победителем в 1980-м. В мировом рейтинге снукеристов он пять раз подряд оставался 3-м, пока в 1981 году не опустился до восьмого места. Он ещё несколько раз достигал полуфиналов на ЧМ (последний — в 1982). Также Чарльтон достигал стадии 1/2-й в Professional Players Tournament 1982, Jameson International 1983 и Мастерс 1983.
Последний крупный успех Чарльтона относится к 1984 году, когда он дошёл до очередного финала мирового первенства по бильярду. Затем игра шестидесятилетнего австралийца стала всё больше ухудшаться, и хотя вплоть до 1993 года он не покидал пределы Топ-32, в 1995 году Эдди объявил о своём уходе из мэйн-тура. Несмотря на уход из профессионалов, Чарльтон поддерживал свою игровую форму, и в 2000 году он принял участие в турнире Мастерс среди бывших профессионалов.

## Достижения
Эдди Чарльтон до сих пор считается одним из лучших снукеристов Австралии. Но кроме непосредственно своих спортивных достижений, он также на протяжении многих лет продвигал и популяризировал снукер в Австралии. В 1980 году за свои заслуги Эдди был награждён Орденом Австралии.

## Выступления на турнирах
- Чемпионат мира по снукеру финалист — 1968, 1973, 1975
- Чемпионат мира по английскому бильярду финалист — 1974, 1976, 1984
- World Matchplay чемпион — 1976
- Pot Black Cup победитель — 1972, 1973, 1980
- Мастерс полуфинал — 1975, 1983
- Jameson International полуфинал — 1983
- Professional Players Tournament полуфинал — 1982
- World Doubles полуфинал — 1982, 1983
- Australian Professional чемпион — 1964, 1966—1967, 1969—1978, 1984
- Australian Masters финалист — 1982